# Бюркув-Великий
Бюркув-Великий (пол. Biórków Wielki) — село в Польщі, у гміні Конюша Прошовицького повіту Малопольського воєводства.
Населення — 416 осіб (2011).
У 1975-1998 роках село належало до Краківського воєводства.

## Демографія
Демографічна структура станом на 31 березня 2011 року:
|          | Загалом | Допрацездатний вік | Працездатний вік | Постпрацездатний вік |
| -------- | ------- | ------------------ | ---------------- | -------------------- |
| Чоловіки | 211     | 51                 | 142              | 18                   |
| Жінки    | 205     | 41                 | 123              | 41                   |
| Разом    | 416     | 92                 | 265              | 59                   |